# Hesselmühle
Hesselmühle ist ein Wohnplatz der Gemeinde Burgoberbach im Landkreis Ansbach (Mittelfranken, Bayern). Hesselmühle liegt in der Gemarkung Burgoberbach.

## Geografie
Die ehemalige Einöde besteht heute aus zwei Wohn- und zwei Nebengebäuden mit den Haus-Nr. 29 und 29a der Wassertrüdinger Straße (= Staatsstraße 2221), die nach Burgoberbach (Ortsmitte 0,7 km nördlich) bzw. nach Gerersdorf verläuft (1,1 km südlich). Die Anwesen liegen am Hesselbach, einem linken Zufluss der Altmühl. Ihnen gegenüber im Westen befindet sich das Gewerbegebiet Kreuzäcker, im Nordosten grenzt ein Neubaugebiet an und im Südosten befindet sich die Flur Greut.

## Geschichte
Hesselmühle lag im Fraischbezirk des eichstättischen Oberamtes Wahrberg-Herrieden. Von 1797 bis 1808 unterstand der Ort dem Justiz- und Kammeramt Ansbach. Die Mühle erhielt die Haus Nr. 49 des Ortes Burgoberbach. Zu dem Anwesen gehörten ringsum verstreut einige Parzellen Acker- und Weideland.
Im Rahmen des Gemeindeedikts wurde die Hesselmühle dem 1808 gebildeten Steuerdistrikt Burgoberbach und der wenig später gegründeten Ruralgemeinde Burgoberbach zugeordnet. Nach 1888 wurde sie nicht mehr als Ortsteil geführt.

## Einwohnerentwicklung
| Jahr      | 001836 | 001840 | 001861 | 001871 | 001885 |
| Einwohner | 10     | 10     | *      | 4      | 5      |
| Häuser    | 1      | 1      |        |        | 2      |
| Quelle    | [ 6 ]  | [ 7 ]  | [ 8 ]  | [ 9 ]  | [ 10 ] |

## Religion
Die Katholiken sind nach St. Nikolaus (Burgoberbach) gepfarrt, die Protestanten gehören zur Pfarrei Sommersdorf.

## Weblink
- Hesselmühle in der Ortsdatenbank des bavarikon, abgerufen am 19. August 2021.